# Biserica romano-catolică Adormirea Maicii Domnului din Iași
Biserica „Adormirea Maicii Domnului” din Iași, cunoscută și sub numele de Catedrala veche, este o biserică romano-catolică construită în perioada 1782-1789 în municipiul Iași, cu rolul de a servi drept catedrală episcopală. Ea se află situată pe Bd. Ștefan cel Mare nr. 26. 
Fosta catedrală romano-catolică „Adormirea Maicii Domnului” a fost inclusă pe Lista monumentelor istorice din județul Iași din anul 2015, având codul de clasificare cod LMI IS-II-m-A-04074. 

## Istoric
Până la construirea actualei biserici, credincioșii romano-catolici din orașul Iași (capitala Principatului Moldovei) se rugau într-o biserică din lemn. Biserica franciscanilor, construită din lemn în 1753, a fost mistuită de flăcări în octombrie 1766  și de atunci prefecții apostolici din Moldova au încercat să obțină încuviințarea domnitorului pentru construirea unei biserici din piatră.
La 8 decembrie 1776, domnitorul Grigore al III-lea Ghica (1764-1767, 1774-1777) a dat prefectului apostolic Anton Mauro un hrisov domnesc prin care se încuviința construirea la Iași a unei biserici catolice din piatră. Hrisovul prevedea că "(...) printr-această a noastră domnească carte, dăm voie și volnicie numiților preoți ai catolicilor ca se aibă a-și zidi o biserică de piatră, după putința și starea lor, iarăși(i) pe locul acel, unde au fost și mai înainte biserica acea de lemnu (...)". 
Lucările nu au putut începe din lipsa banilor, astfel încât prefectul Anton Mauro a fost nevoit să ceară hrisoave domnești de reconfirmare a dreptului catolicilor din Iași de a construi o biserică din piatră și domnitorilor care s-au succedat pe tronul Moldovei. Constantin Moruzi (1777-1782) a dat un astfel de act la 11 martie 1782 și Alexandru I Mavrocordat (1782-1785) la 9 octombrie 1782.
Abia în toamna anului 1782 s-au început lucrările de construcție a lăcașului de cult romano-catolic. Lucrările au fost intensificate în anul 1784, odată cu instalarea noului prefect al misiunii, pr. Fidelis Rocchi. Acesta a obținut sprijin financiar de la comandantul trupelor ruse din Moldova, prințul Grigori Potemkin (1739-1741). S-a achiziționat de la început o orgă. 
Deși nu era încă terminată, biserica catolică din Iași a fost sfințită de către prefectul Fidelis Rocchi la 15 august 1789 în cadrul unei liturghii solemne la care au participat și misionarii Luigi Maffei, Placidus Porcelli și Stefano Bialis, alături de cei 200 de catolici ieșeni. Printre cei care au participat la acest eveniment s-au numărat prințul Potemkin și compozitorul și dirijorul italian Giuseppe Sarti.  Papa Pius al VI-lea (1775-1799) a fost și el înștiințat de sfințirea bisericii, el scriindu-i despre aceasta episcopului Transilvaniei, Ignác Batthyány (1780-1798). 
Între anii 1803-1804, sub îndrumarea succesorului pr. Fidelis Rocchi la conducerea misiunii, pr. Dominic Brocani, s-a construit turnul bisericii, pentru care fuseseră strânși bani timp de 10 ani. 
Biserica a fost afectată de incendiul din 19 iulie 1827, care a distrus o bună parte a orașului, dar a fost reparată prin stăruința viceprefectului Misiunii catolice în Moldova, Inocențiu Pamfili, și înzestrată cu un clopot mare în 1829. 
În anul 1861, parohul Ioan Eugeniu Zapolski a restaurat și extins biserica în forma actuală.  Între anii 1869 și 1873, episcopul Iosif Salandari, vizitator apostolic în Moldova (1864-1873), a efectuat o altă serie de lucrări ce au vizat realizarea altarelor de marmură, aducerea icoanelor din seria Via Crucis și pictarea pereților și a bolților în 1869 de către renumitul pictor italian Giuseppe Carta (călugăr franciscan din Palermo). 
Odată cu înființarea Episcopiei de Iași la 27 iunie 1884, Biserica Adormirea Maicii Domnului a căpătat statutul de catedrală episcopală. Lucrări de restaurare și de înfrumusețare a bisericii s-au efectuat și în secolul al XX-lea.
După Revoluția din decembrie 1989 au fost construite la Iași două noi biserici catolice: Biserica Sf. Tereza a Pruncului Isus (sfințită în 1995) și Biserica Sf. Anton de Padova (sfințită în 1996). Cele două parohii au determinat micșorarea jurisdicției Parohiei "Adormirea Maicii Domnului".
În anul 1992 s-a început construcția unei noi catedrale. Aceasta a fost sfințită de episcopul Petru Gherghel la 1 noiembrie 2005, dată de la care rolul de catedrală a trecut asupra acesteia.
La 15 septembrie 2008, cu prilejul aniversării a 150 de la apariția mariană, a fost inaugurată în curtea Episcopiei Grota Sfintei Fecioare Maria de la Lourdes. În grotă a fost amplasată o statuetă a Sfintei Fecioare Maria.

## Arhitectura bisericii

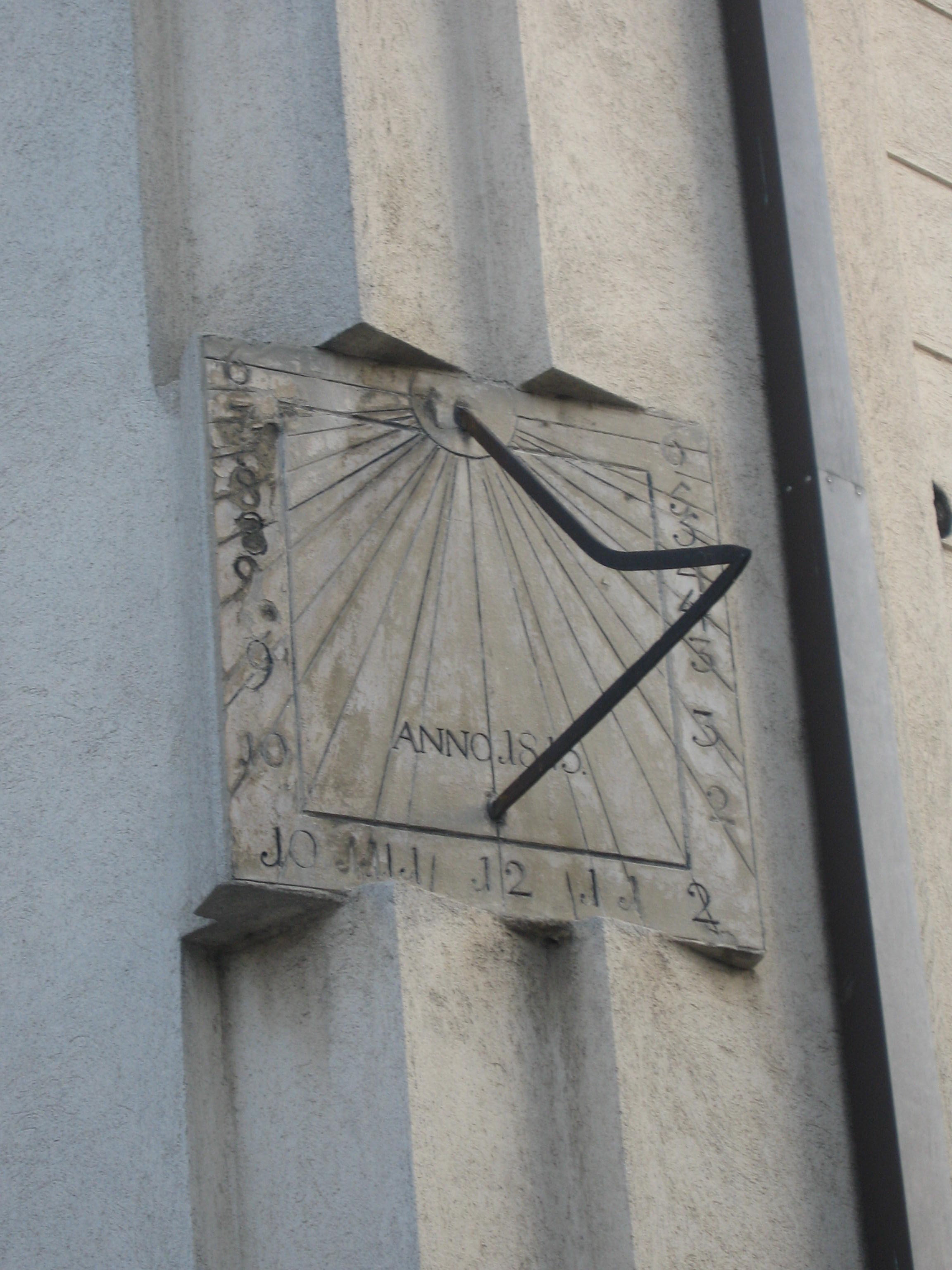
Ceasul solar de pe zidul sudic al bisericii

Fosta catedrală Adormirea Maicii Domnului din Iași este construită în stil baroc, având trei altare din marmură. Altarul central a fost confecționat la Roma, iar cele laterale la Padova, cu marmură adusă de la Veneția. Pictura murală interioară a fost realizată în anul 1869 de călugărul franciscan Giuseppe Carta din Palermo. 
Catedrala veche dispune de o orgă clasică Rieger cu 21 de registre, adusă din Austria în anul 1904.  Ea mai are și alte ornamente bisericești: amvon, candelabre, candele, sfeșnice, icoane și statui.
În anul 1813 a fost amplasat un ceas solar pe peretele sudic al bisericii.

## Necropolă episcopală
Conform documentelor și registrelor, în catedrală au fost înmormântați 15 preoți și episcopi din Episcopia Romano-Catolică de Iași, unii dintre ei fiind reînhumați din cimitirul de la Seminar sau din alte cimitire.  Este vorba de următorii:
- pr. Francisc Anton Tasso de Savona († 5 martie 1765, Răchiteni, transferat la Iași la 30 iunie 1813)
- pr. Claudiu Gavet Sabaudus de Camberiaco († 4 august 1766)
- pr. Fidelis Rocchi Mutinensis († 8 septembrie 1795) - ctitorul bisericii
- pr. Iosif Borioli, OFMConv. († 23 ianuarie 1803) - misionar în Moldova din 1794, originar din Italia
- episcopul Iosif-Bonaventura Berardi († 20 aprilie 1818) - episcop de Bacău, înmormântat în prezbiter
- episcopul Bonaventura Zabberoni († 30 iulie 1826) - vizitator apostolic în Moldova (1825-1826)
- pr. Mathias Rasdilovich (1763-1829) - diecezan din Episcopia de Nicopole, paroh la Săbăoani și Iași. A decedat la 16 ianuarie 1829, la Iași, la vârsta de 66 de ani, fiind înmormântat în partea de nord, la mijloc (sub amvon).
- pr. Alois Landi (1770-1829) - prefectul Misiunii Catolice din Moldova. A decedat la 22 ianuarie 1829 și a fost înmormântat în partea de sud, la mijloc.
- pr. Ștefan Iannucci († 3 februarie 1830) - înmormântat aproape de altarul Sf. Anton
- pr. Dominic Brocani († 30 mai 1839) - decedat la Faraoani
- episcopul Paul Sardi († 28 octombrie/9 noiembrie 1848) - vizitator apostolic în Moldova (1843-1848), a decedat la Iași și a fost înmormântat în cimitirul catolic din Păcurari
- pr. Dominic Bonaventura Bartozzetti († 16/28 august 1872) - rector la Seminarul din Iași și director spiritual la surorile "Notre Dame de Sion"
- episcopul Iosif Salandari (1822-1873) - vizitator apostolic în Moldova (1864-1873). A decedat la Iași, la 17/29 decembrie 1873.
- arhiepiscopul Nicolae Iosif Camilli (1840-1915) - episcop de Iași (1884-1894, 1904-1915). A decedat la Iași, la 30 decembrie 1915.
- episcopul Mihai Robu (1884-1944) - episcop de Iași (1925-1944). A decedat la 27 septembrie 1944 la Finiș, fiind reînhumat în Catedrala din Iași la 3 martie 1964.
- o urnă cu pământ adus din Sighetu Marmației, locul unde a murit și a fost înmormântat, fără cruce, episcopul martir și mărturisitor dr. Anton Durcovici (1888-1951), episcop de Iași (1947-1949). Urna cu pământ a fost amplasată într-un perete al catedralei la 17 mai 2008.

## Preoți
La această biserică au slujit următorii preoți-parohi: 
- pr. Eugen (Ioan) Zapolski, OFMConv. (n. 1815, Iași – d. 27 ianuarie 1890, Lemberg, Austro-Ungaria) – paroh (1850-1890)
- pr. Iosif Malinowski (n. 11 februarie 1857, Cordun, județul Neamț - d. 15 august 1916, Cracovia) - paroh (1890-1897)
- pr. Emil Svirschi (n. 11 ianuarie 1873, Bacău - d. 17 noiembrie 1930, Miercurea Ciuc) - paroh (1897-1901)
- pr. Iulius Weber - paroh (1901-1911)
- pr. Gheorghe Anton (n. 18 aprilie 1882, Sânmărtin, Transilvania - d. 15 decembrie 1937, Assisi, Italia) - paroh (1911-1918)
- pr. Diomede Ulivi (n. 16 februarie 1872, Italia - d. 16 decembrie 1931, Iași) - paroh (1918-1923)
- Mons. Dumitru Romila (n. 13 mai 1897, Huși-Corni, județul Vaslui - d. 23 ianuarie 1965, Iași) - paroh (1923-1952)
- pr. Oreste Tușinschi (n. 6 august 1898, Botoșani - d. 12 martie 1954, Iași) - paroh (1952-1954)
- pr. dr. Gașpar Bachmeier (n. 13 noiembrie 1909, Crasna, Basarabia - d. 9 iulie 1971, în drum spre Constanța) - paroh (1955-1971)
- pr. Alfons Donea (n. 13 septembrie 1926, Mircești, județul Iași – d. 26 martie 1996, Mircești, județul Iași) – paroh (1973-1977)
- pr. Dumitru Patrașcu (n. 11 aprilie 1937, Buruienești, județul Neamț - d. 23 decembrie 2007, Bacău) - paroh (1977-1979)
- pr. Iosif Doboș (n. 9 decembrie 1941, Răchiteni, județul Iași) - paroh (1 ianuarie 1979 - 30 septembrie 1990)
- pr. Ioan Gabor (n. 25 octombrie 1941, Iugani, județul Iași - d. 26 iulie 2012, Iași) - paroh (1 septembrie 1990 - 1 septembrie 1996)
- pr. Petru Beșleagă (n. 26 noiembrie 1953, Iugani, județul Iași) - paroh (1 septembrie 1996 - 17 martie 2002)
- pr. Iosif Dorcu (n. 15 august 1959, Butea, județul Iași) - paroh (19 mai 2002 - 1 septembrie 2015)
- pr. Benone Lucaci (n. 6 iulie 1968, Pralea, județul Bacău) - paroh (1 septembrie 2015 - 1 august 2017)
- pr. Paul Budău (n. 16 decembrie 1971, Roman, județul Neamț) - paroh (1 august 2017 - 1 septembrie 2021)
- pr. Daniel Iacobuț (n. 1 februarie 1979, Roman, județul Neamț) - paroh (1 septembrie 2021 - )

## Imagini

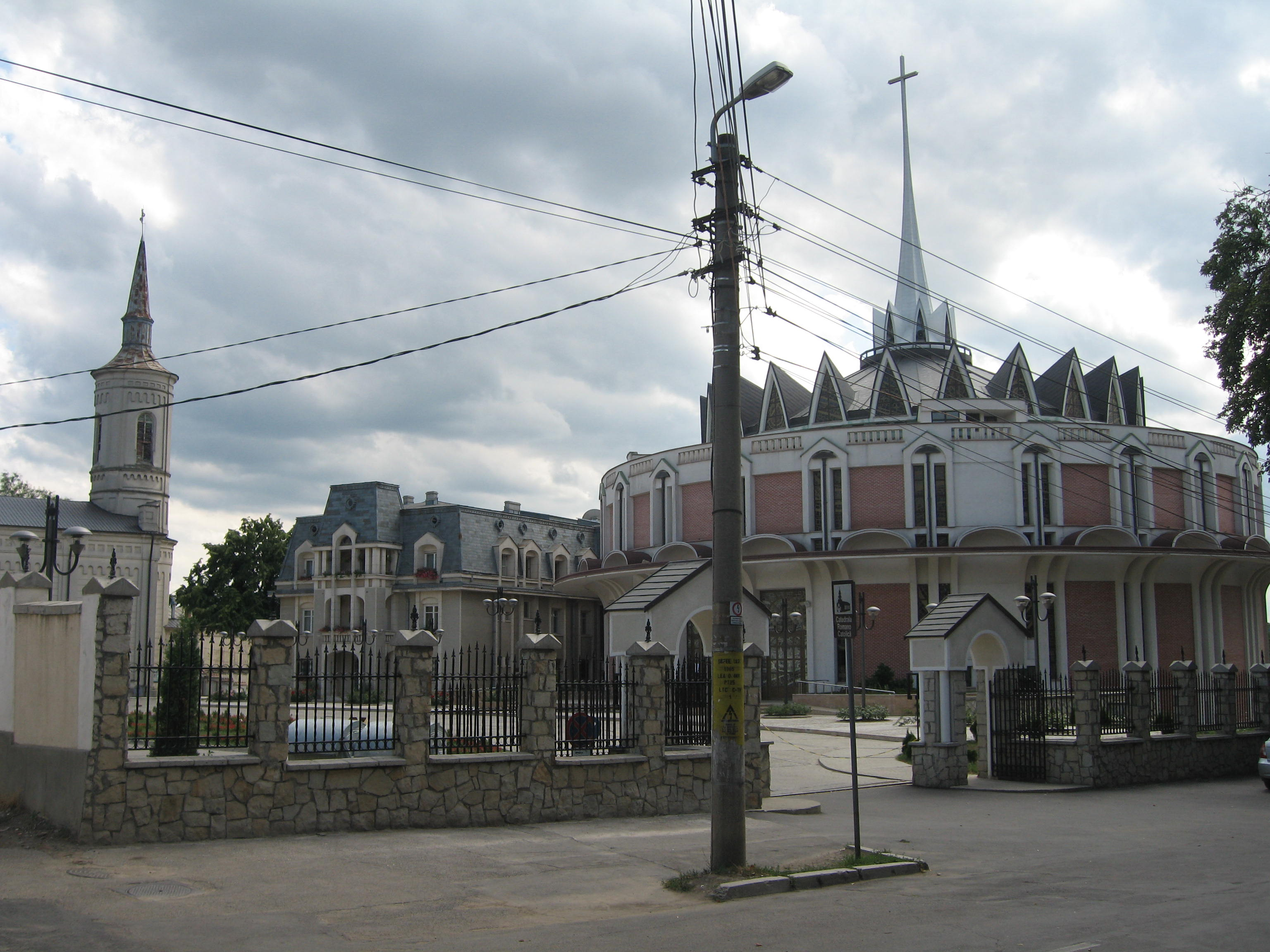
Ansamblul episcopal din Iași văzut dinspre intrarea de pe Str. Colonel Langa.
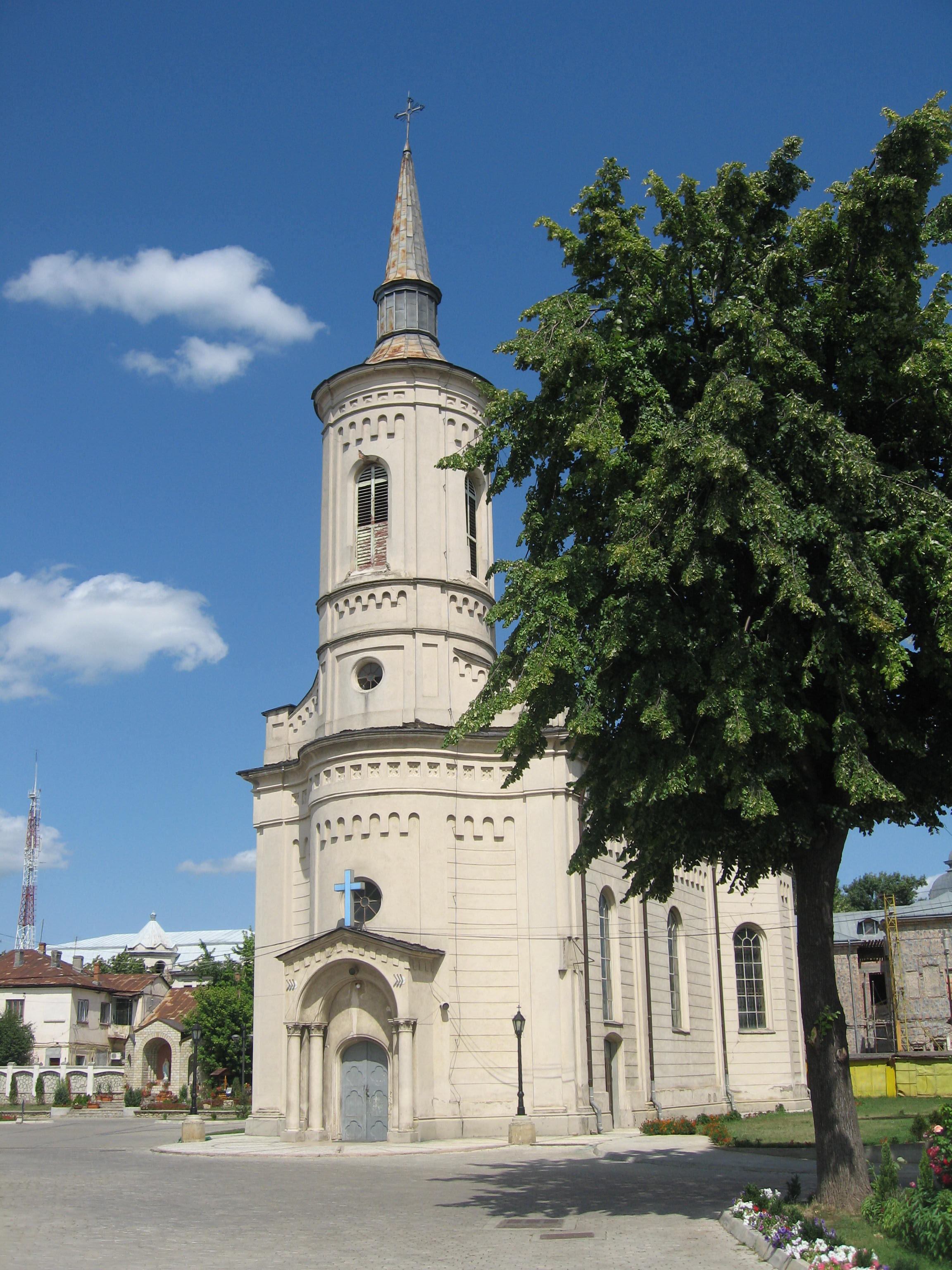
Catedrala Adormirea Maicii Domnului din Iași văzută din față
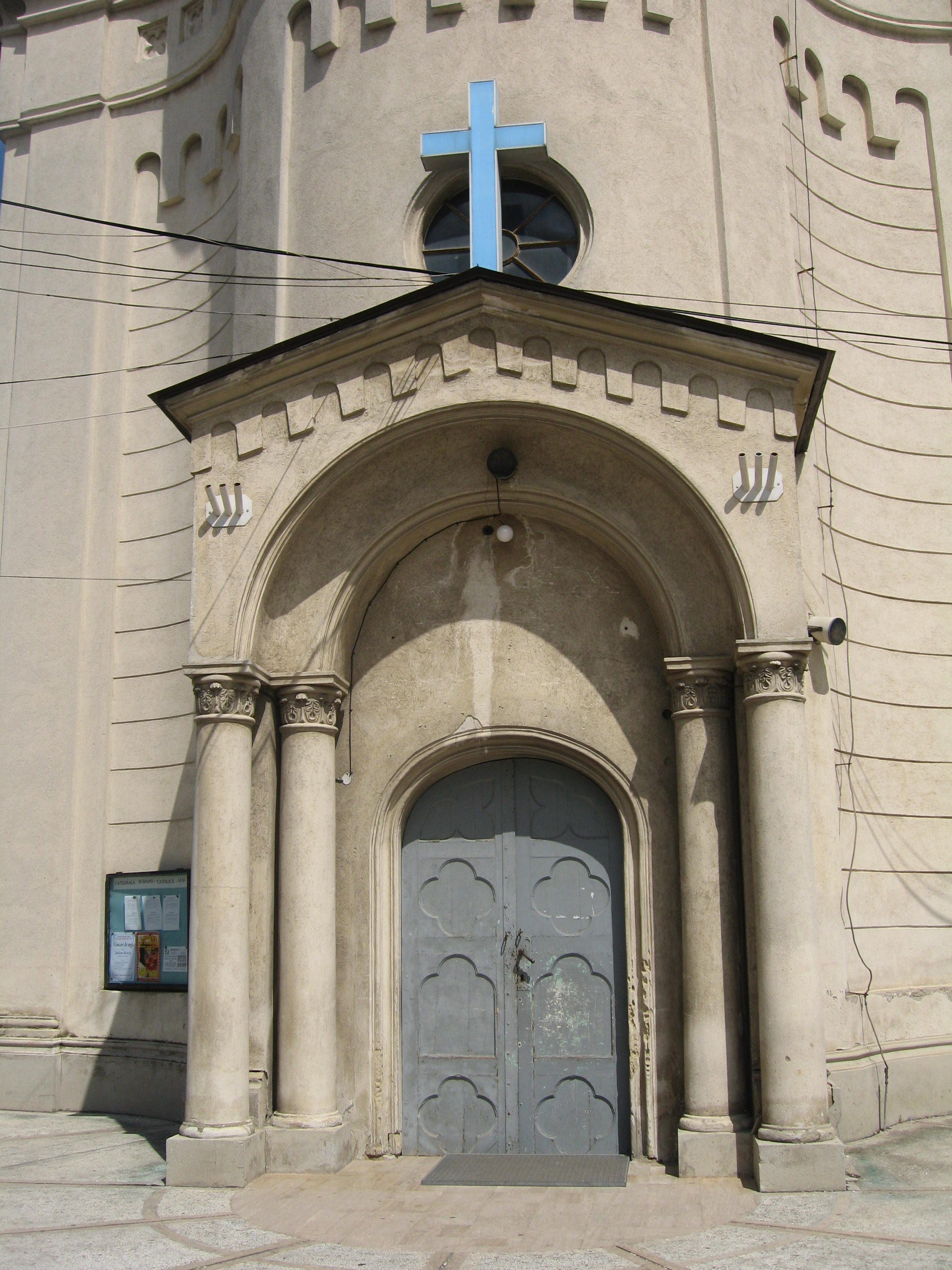
Portalul de intrare
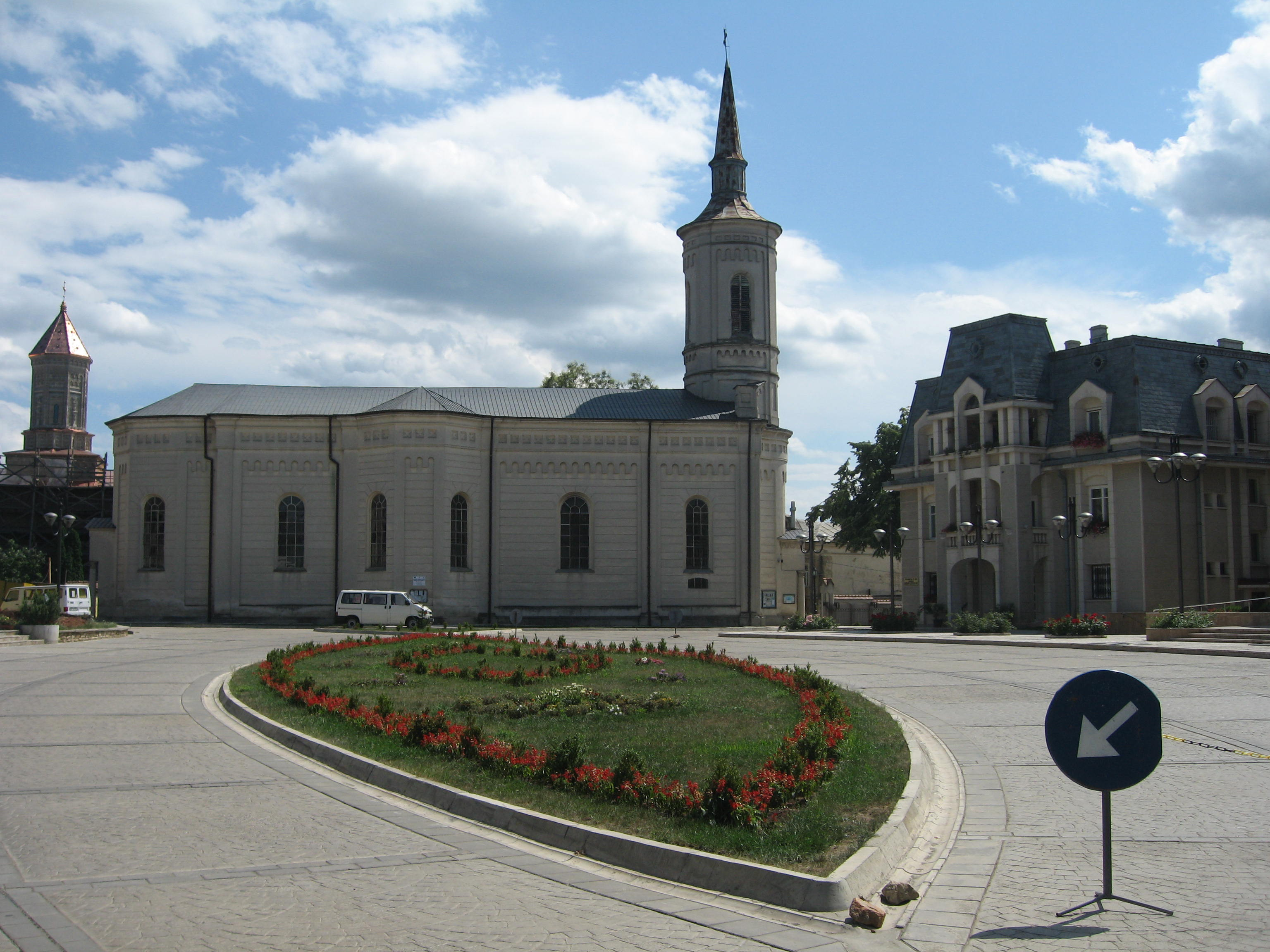
Biserica Adormirea Maicii Domnului văzută de la intrarea în curtea Episcopiei.
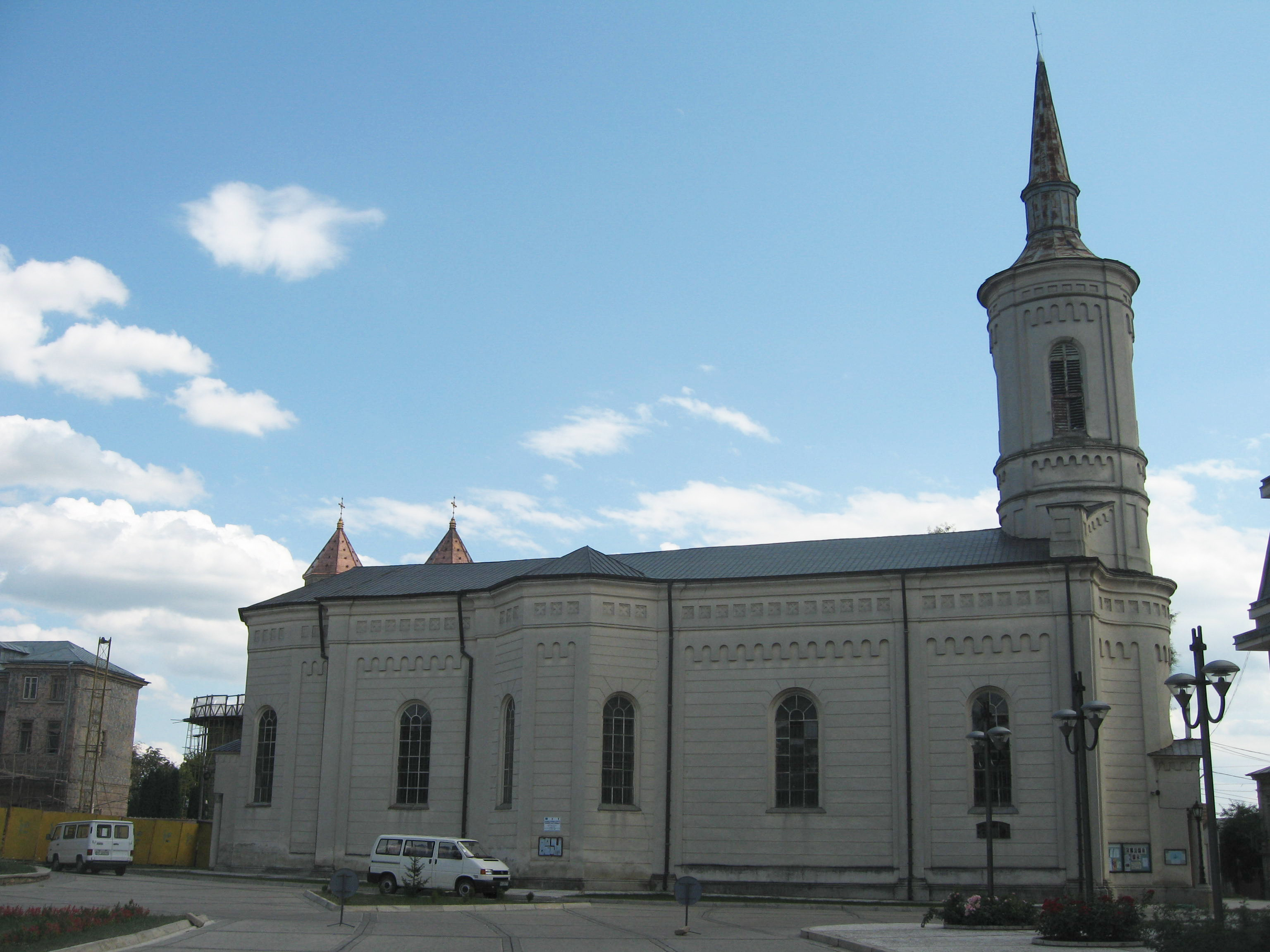
Catedrala Adormirea Maicii Domnului
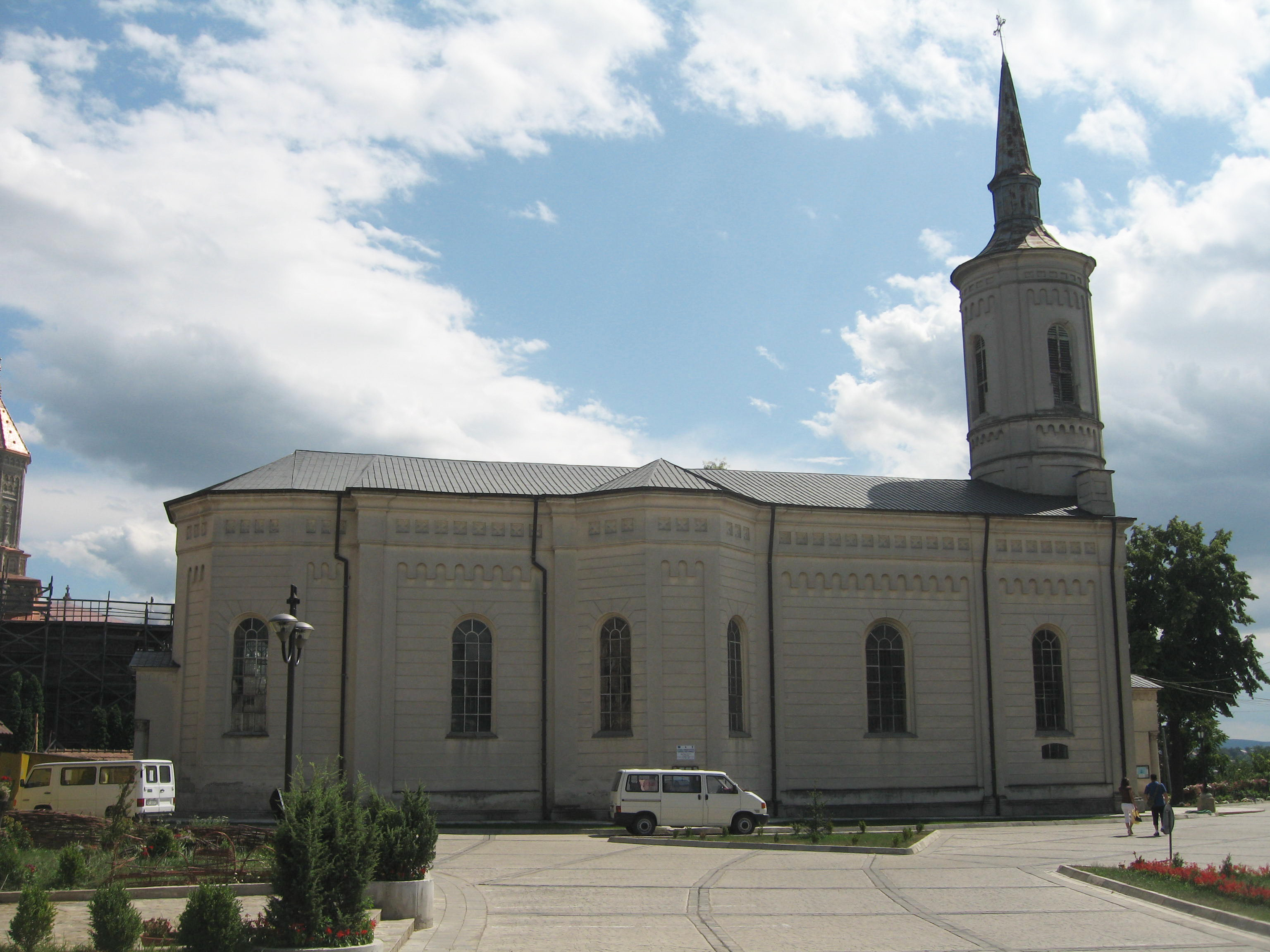
Catedrala Adormirea Maicii Domnului
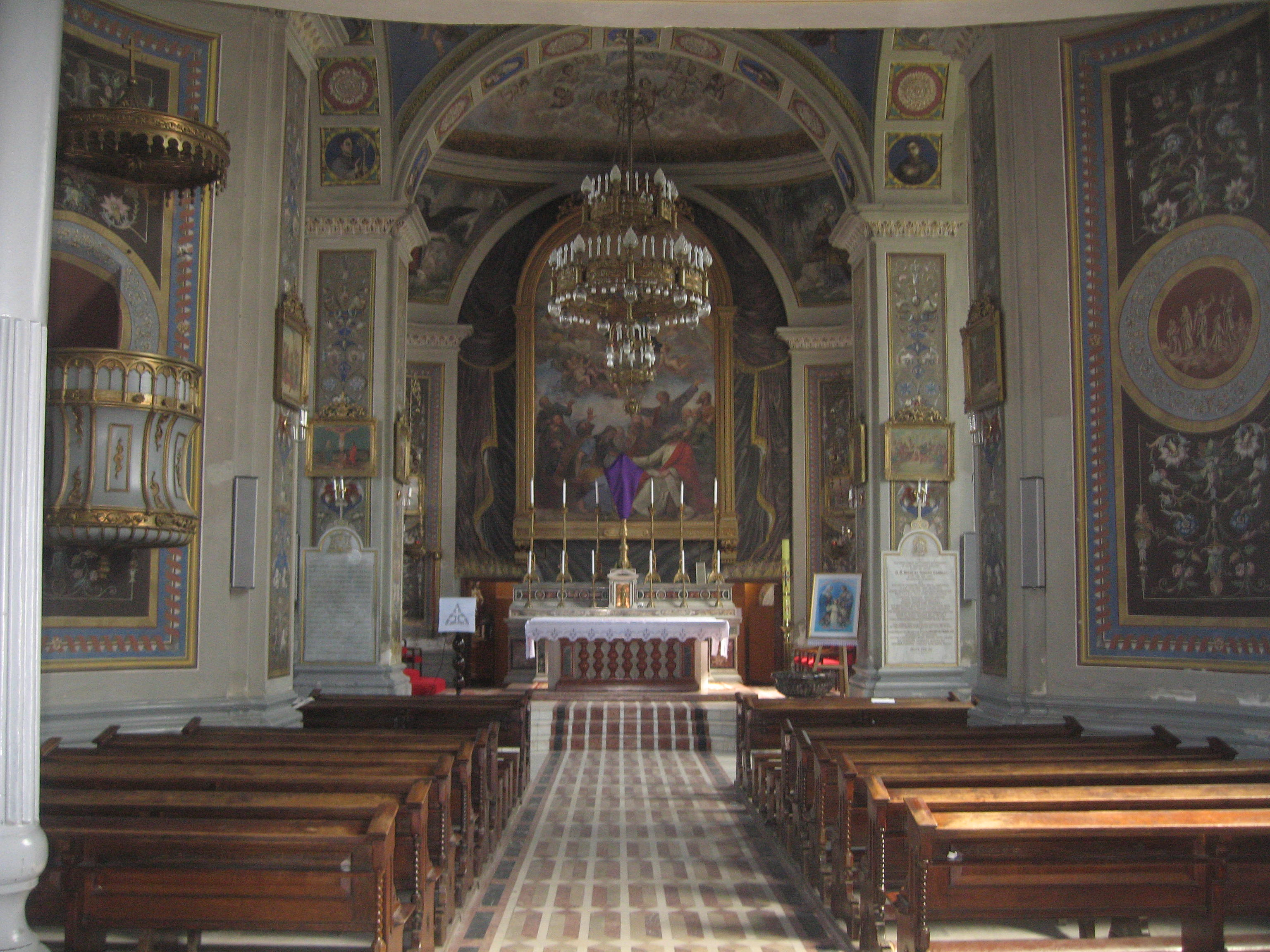
Imagine din interiorul bisericii
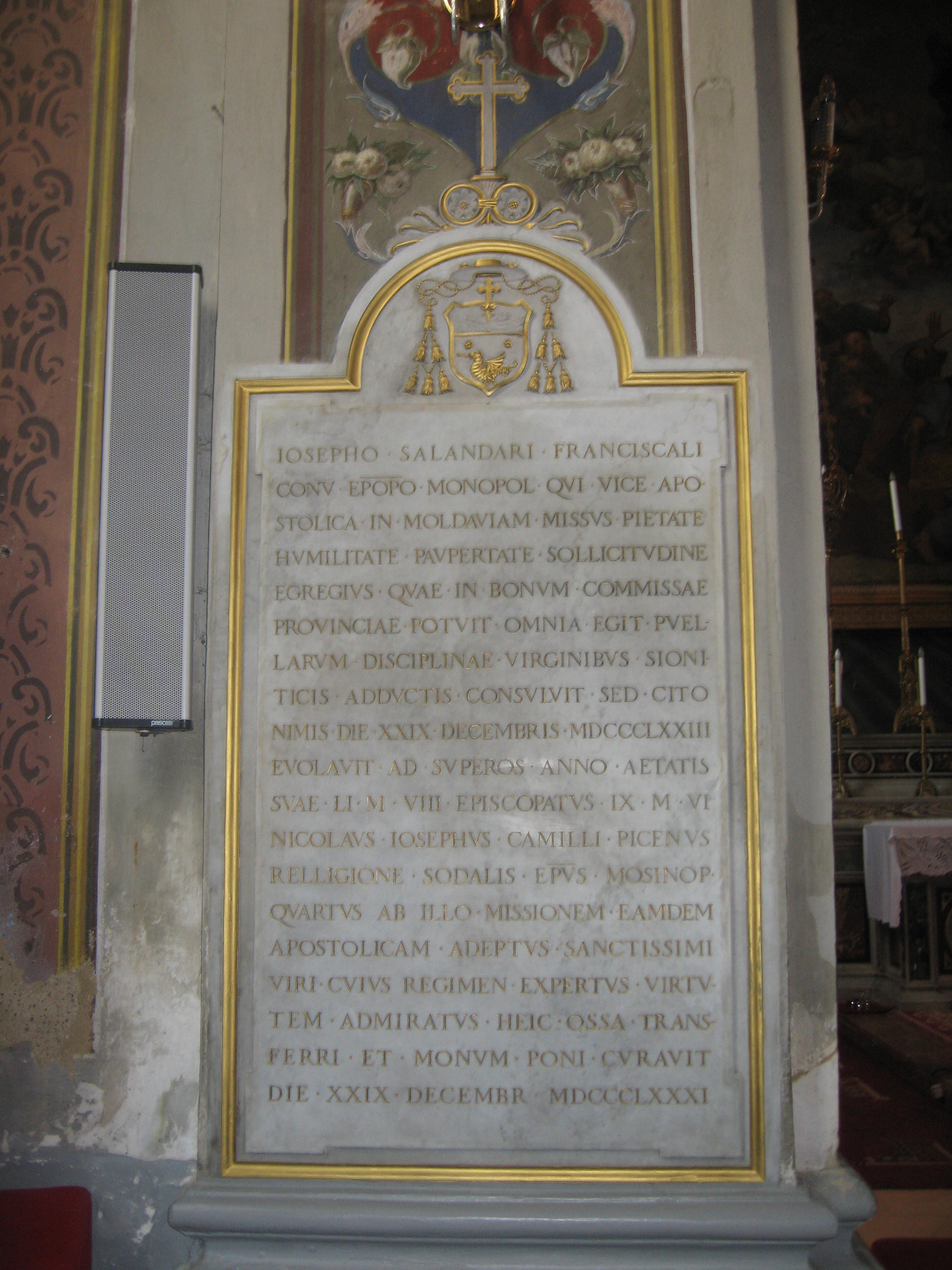
Placă funerară a episcopului Iosif Salandari (1822-1873), care a fost înmormântat în Catedrala din Iași.
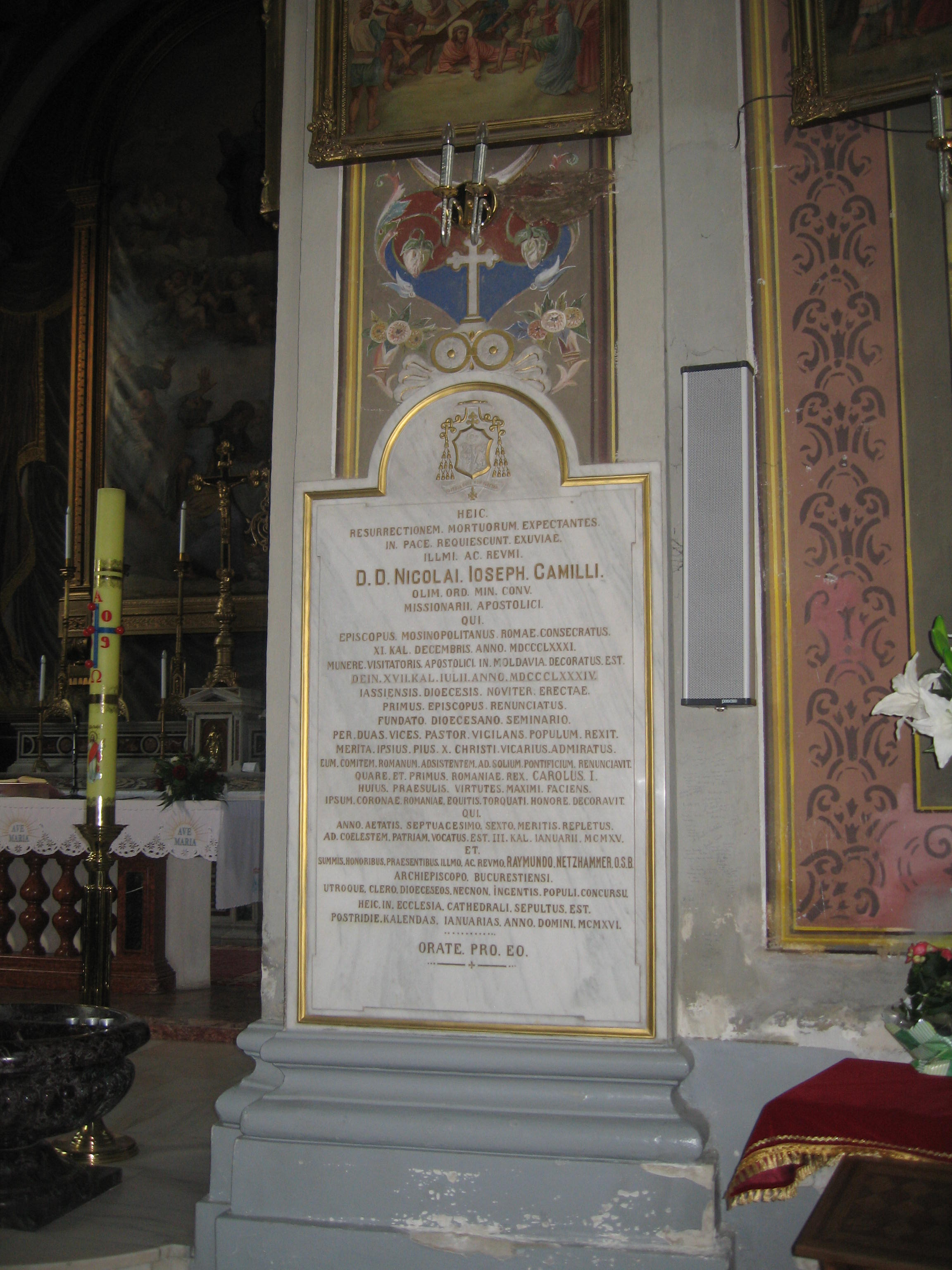
Placă funerară a arhiepiscopului Nicolae Iosif Camilli (1840-1915), care a fost înmormântat în Catedrala din Iași.
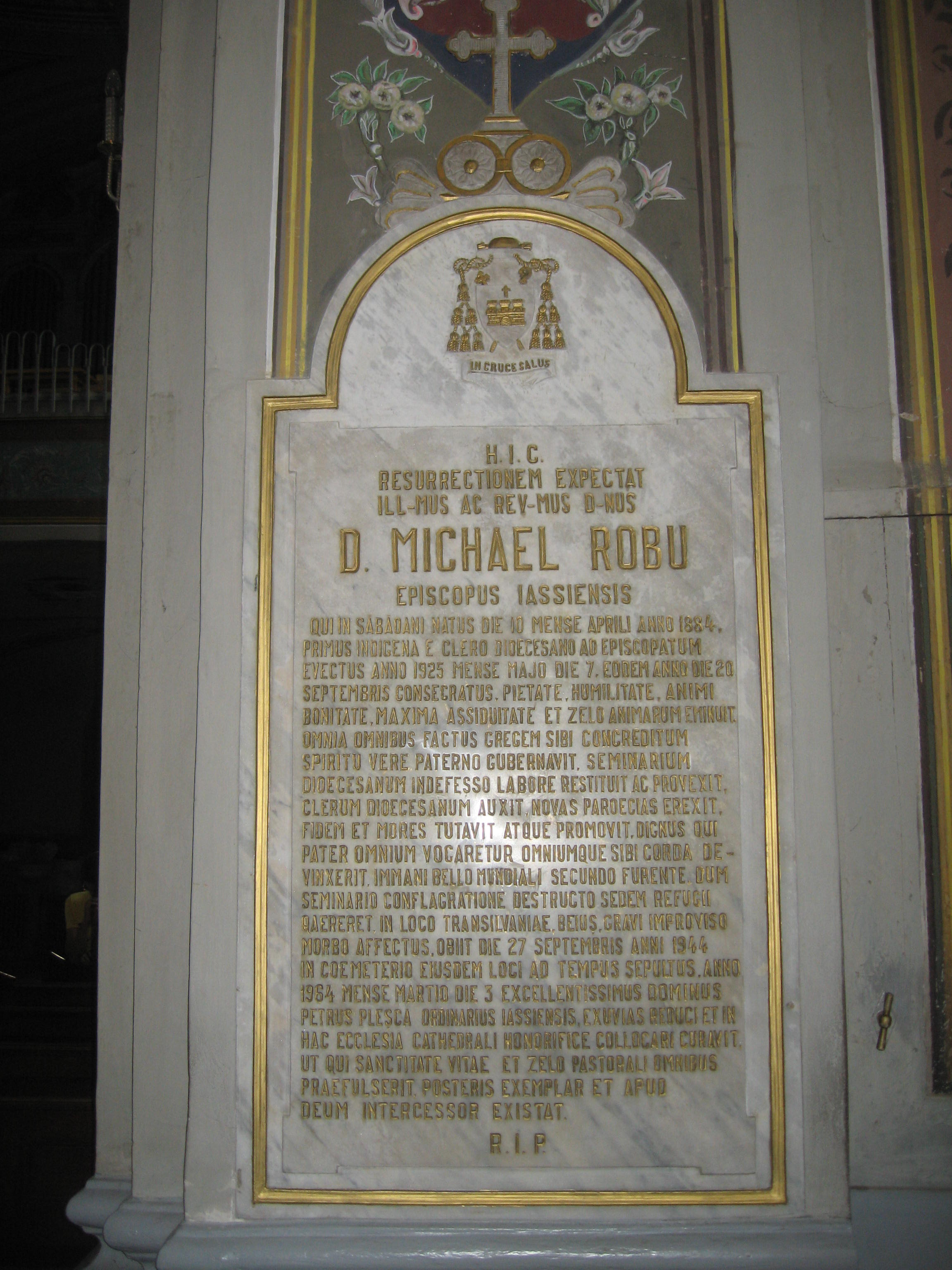
Placă funerară a episcopului Mihai Robu (1884-1944), care a fost reînhumat în Catedrala din Iași la 3 martie 1964.
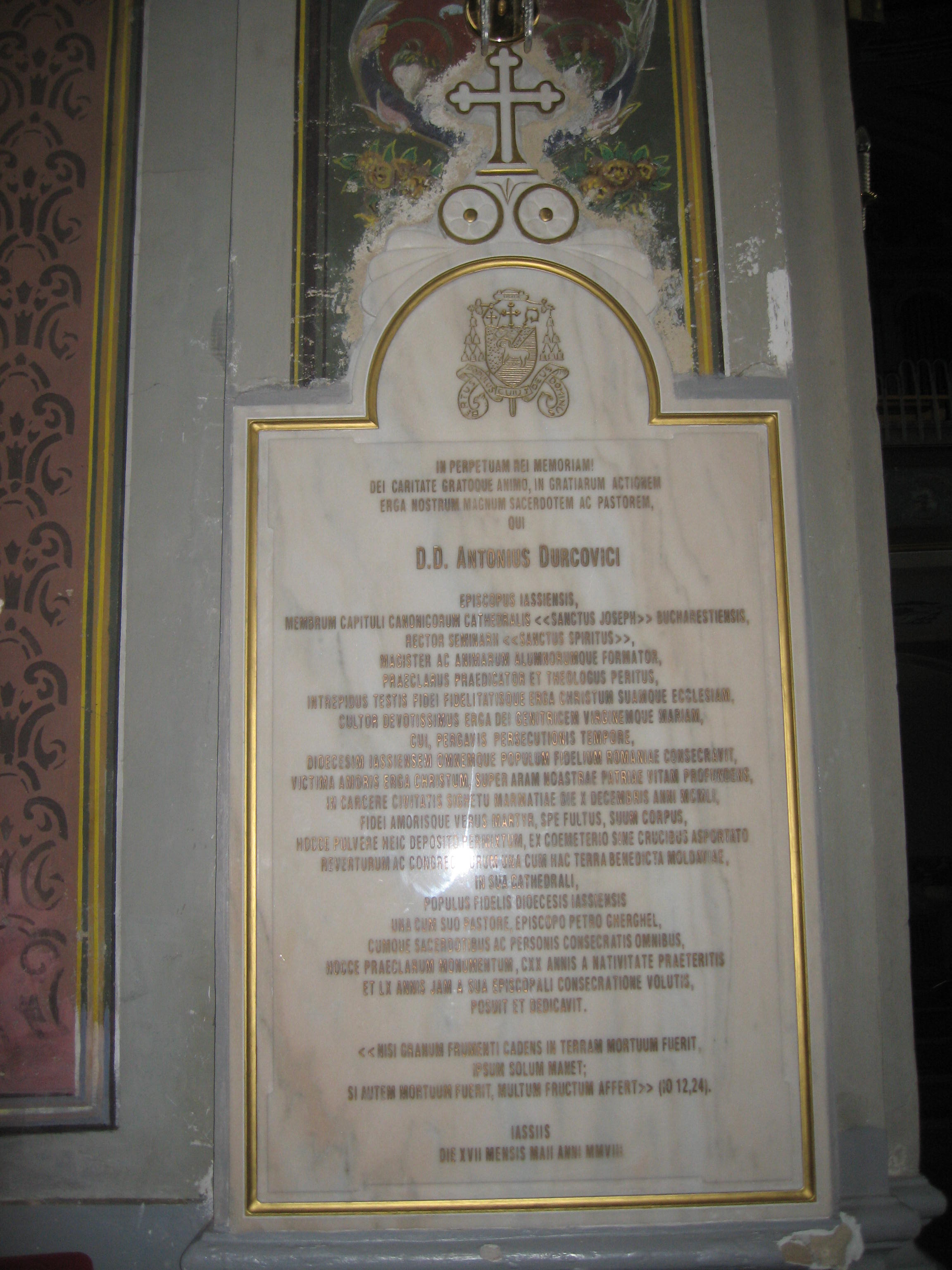
Placă comemorativă a episcopului Anton Durcovici (1888-1951), al cărui mormânt este necunoscut.
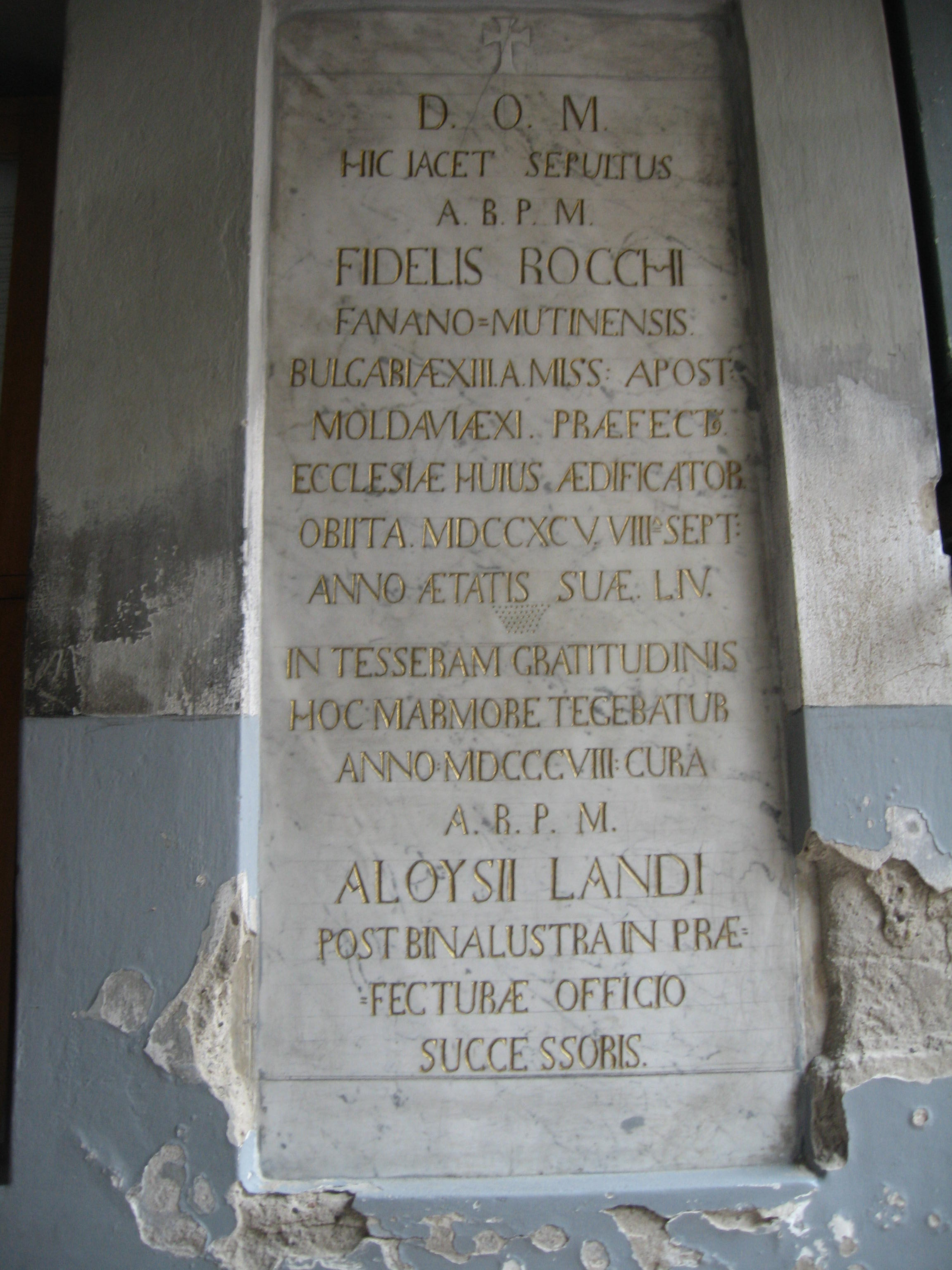
Placă funerară a preotului Fidelis Rocchi, ctitorul bisericii, care a fost reînhumat în Catedrala din Iași.
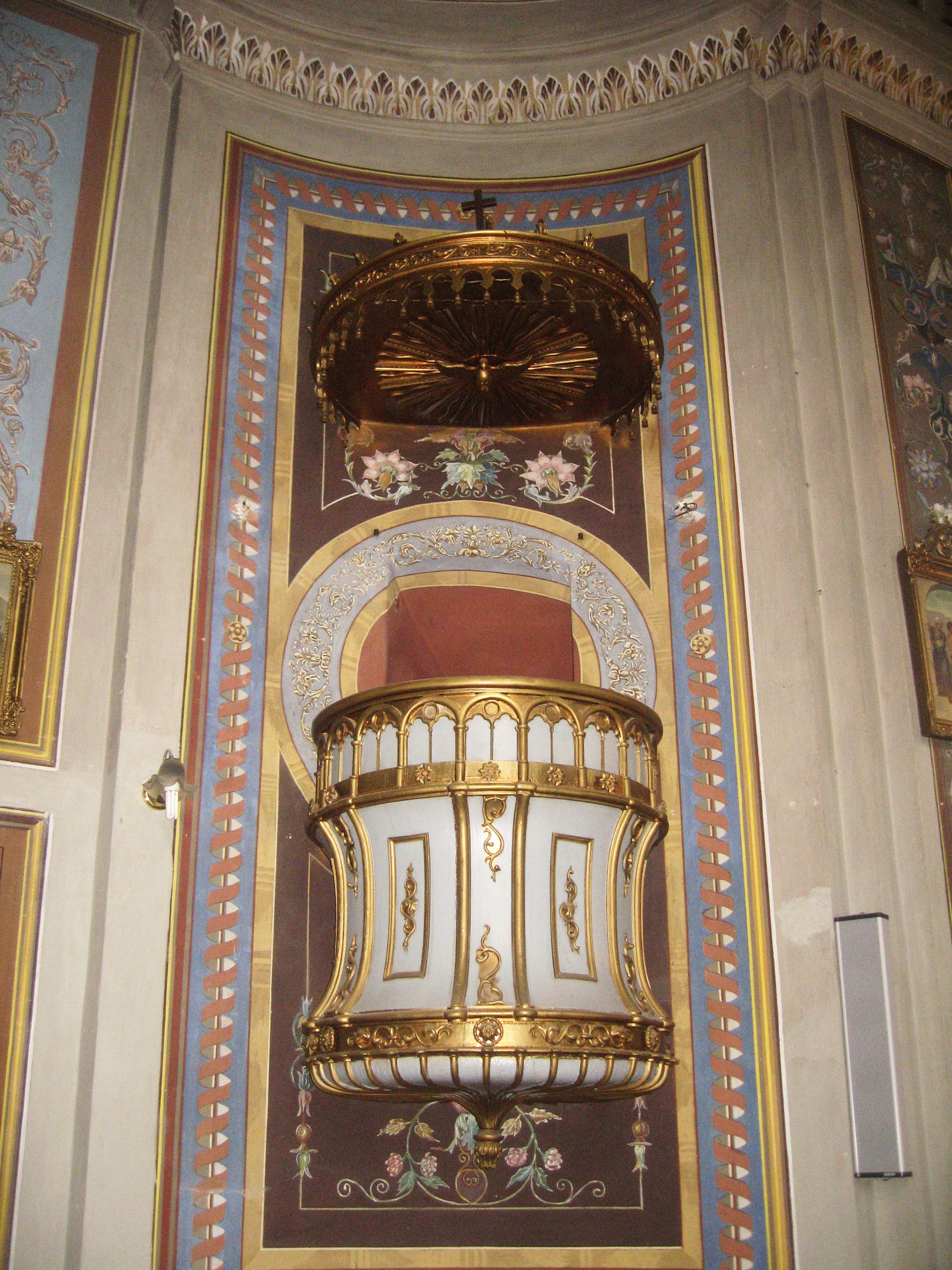
Amvonul
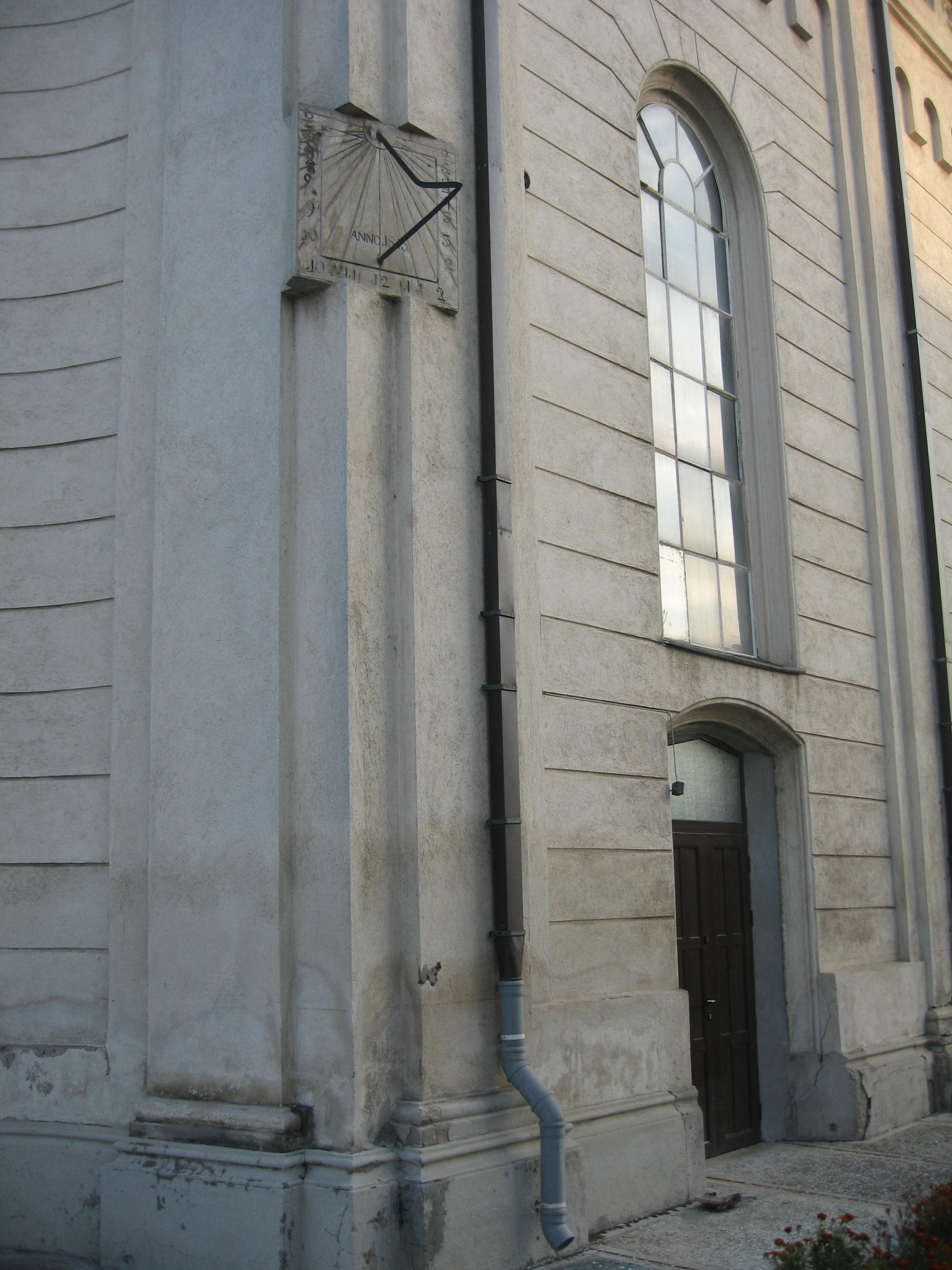
Ceasul solar amplasat pe peretele sudic al catedralei
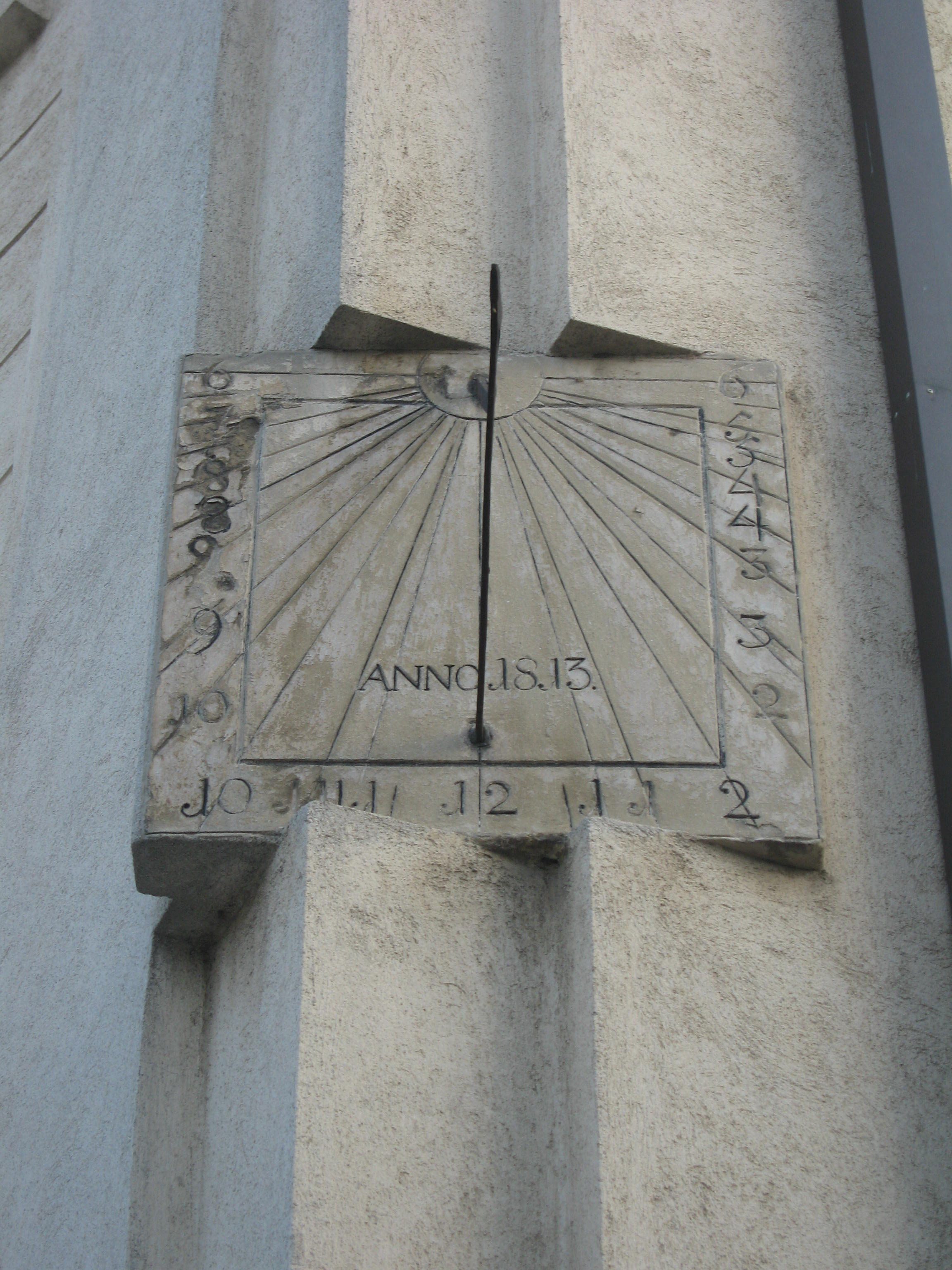
Ceasul solar amplasat pe peretele sudic al catedralei
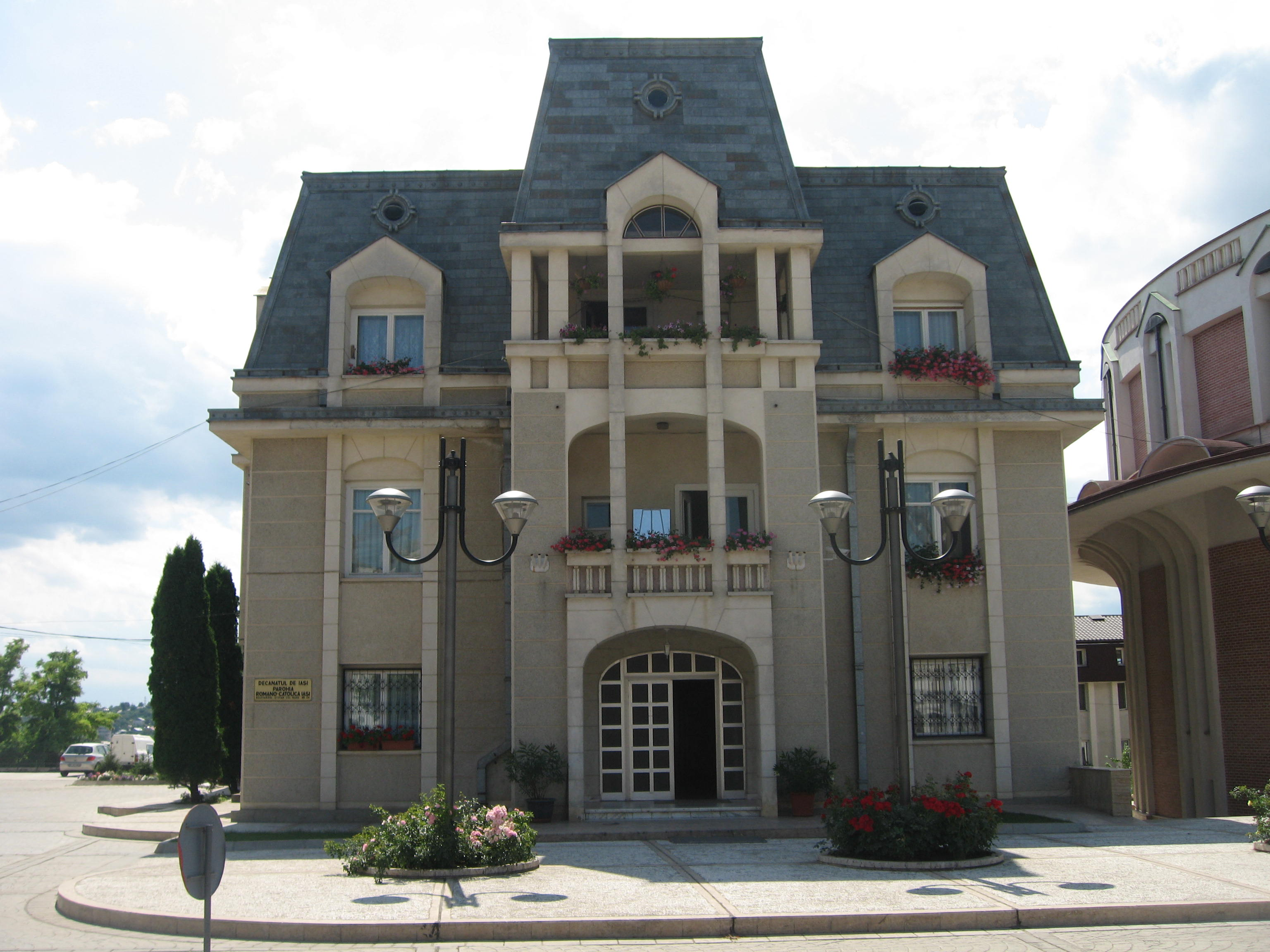
Sediul Decanatului de Iași și a Parohiei „Adormirea Maicii Domnului” din Iași
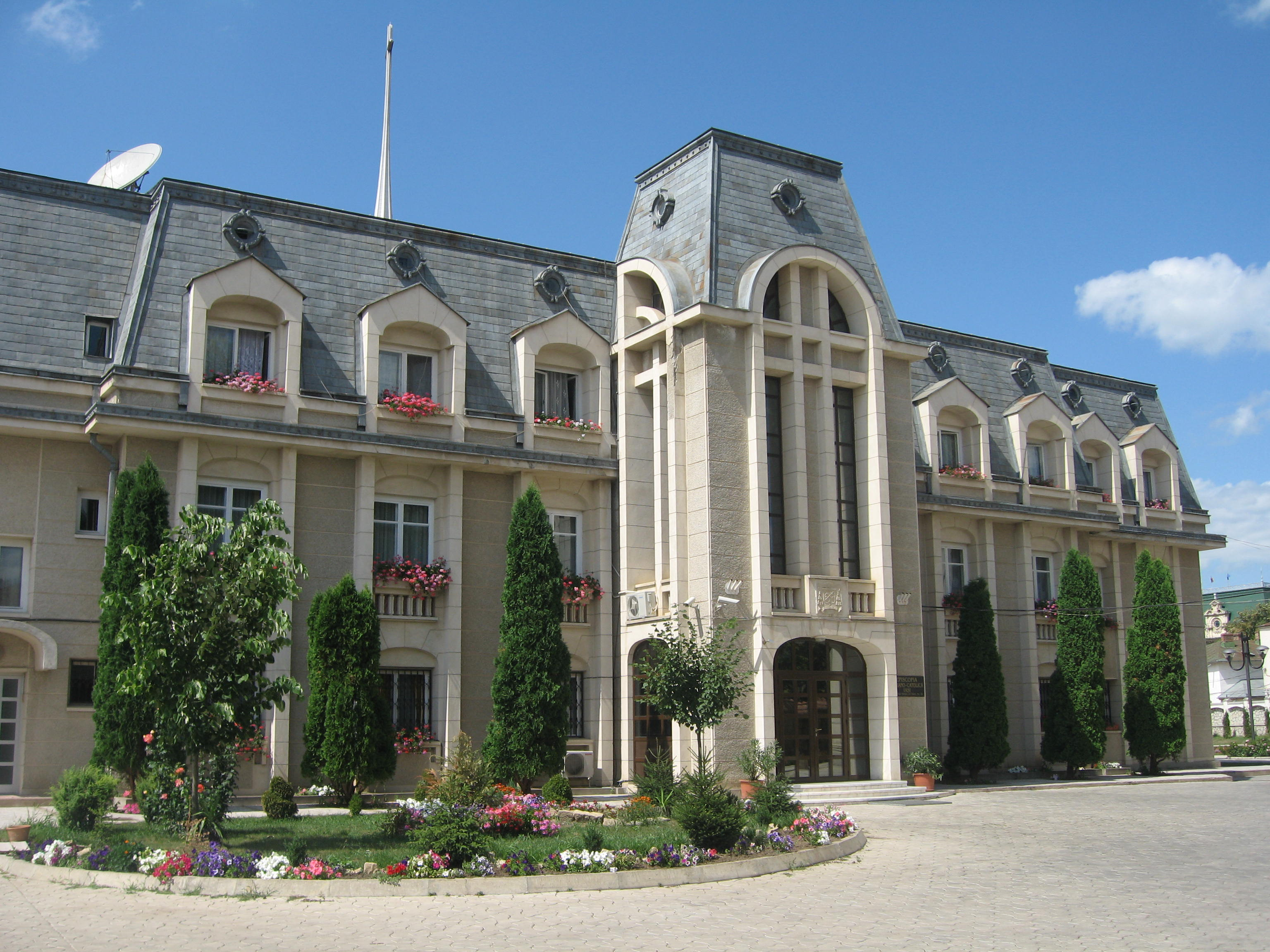
Sediul Episcopiei Romano-Catolice din Iași
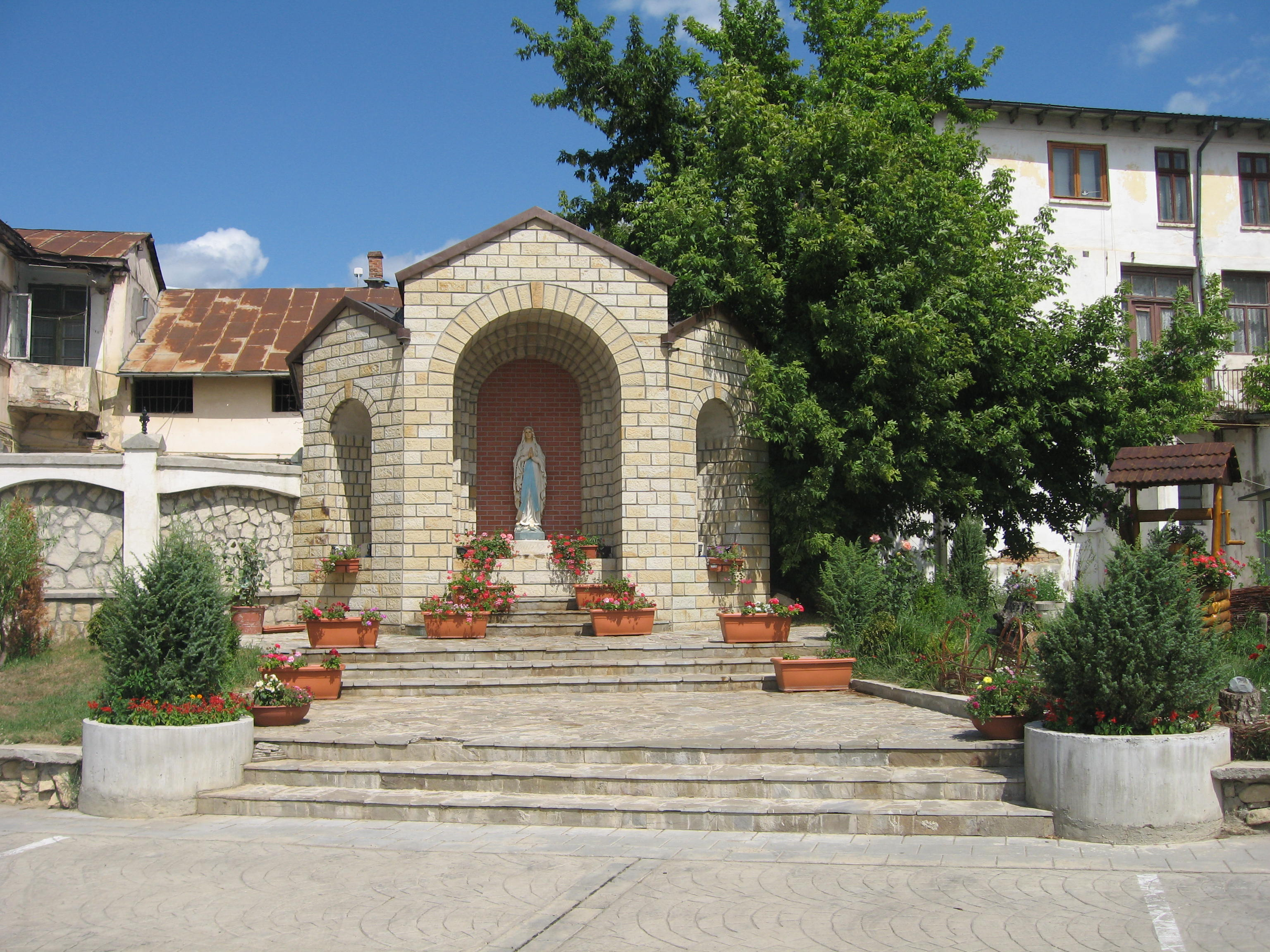
Grota Sfintei Fecioare Maria de la Lourdes
Monumentul episcopului martir Anton Durcovici, amplasat lângă catedrală